# ミックスモダン打線
ミックスモダン打線（ミックスモダンだせん）は、2006年のオリックス・バファローズの打線の愛称である｡

## 名前の由来
名前の由来は関西地方のお好み焼きである「ミックスモダン焼き」から。清原和博がオリックスに入団時、自身と中村紀洋をマヨネーズとソースに喩えた発言をしたことから、当時オリックス監督の中村勝広や業務提携を結ぶ吉本興業などが新打線のネーミングを検討し命名した。
清原・中村紀の新加入の長距離砲と既存の戦力を融合させ、長打と機動力を組み合わせた、ミックスモダン焼きのような盛り沢山な打線になってほしいという意味合いが込められている。

## 概要

### 打線の性格
基本的には、2005年に監督を務めた仰木彬の「猫の目打線」の流れを引き継いでいるが、清原和博、中村紀洋、外国人選手のカリーム・ガルシア、クリフ・ブランボーらを中心にして、北川博敏、谷佳知、塩崎真、村松有人による固定オーダーを組み、さらに水口栄二、後藤光尊、阿部真宏ら日高剛、的山哲也などが脇を固めるという構想であった。
清原・中村紀の2人で2005年までに821本塁打を記録していること、谷・北川にガルシア・ブランボーと前年それなりに数字を残した外国人2人を擁していたことから、マスコミには長打力をかなり期待されており、中村勝広はシーズン前に「かつての巨人のようなチームが2つ出来た」と形容、自信を見せていた。実際には個々が全盛時の実力を発揮したとしても、2004年に本塁打王経験者を4人抱え（小久保裕紀、ロベルト・ペタジーニ、タフィ・ローズ、江藤智）「史上最強打線」と長嶋茂雄が形容した巨人打線に対し、「ミックスモダン打線」の本塁打王経験者は中村紀のみである。しかし谷と村松の複数が盗塁王のタイトルを獲得した経験を持ち、清原は最高出塁率を過去に獲得。また谷も無冠に終わってはいるが右打者で3割5分をマークした経験を持ち、北川や村松・塩崎も好打者である。水口・阿部などのバントが得意な選手も多かった。ツボにはまった時の爆発力はあるが、小技（犠打や盗塁）などは不得手な選手が多かった典型的な「ビッグボール」向けの布陣だった1990年代後半以降の読売ジャイアンツの打線のようなイメージで語られるが、その実態は清原が黄金期に4番打者として君臨した1990年前後の西武ライオンズのような繊細な打線であった。

### 2006年
巨人、近鉄でそれぞれカリスマ的な人気を誇った清原、中村紀が入団したことで春季キャンプからオープン戦にかけてオリックスの注目度は高かったが、その清原は前年手術した左膝を始め下半身に複数の故障歴を持ち、いつ怪我が再発しても決しておかしくない状態であった。その清原を始め中村紀・谷にしても（2006年当時）打者としての全盛期を過ぎ、彼らがシーズンを通して万全の状態を維持できるかが過去の数字に匹敵する成績を残してチームを機能させる条件になるとマスコミは報じていた。
しかし、オリックスフロントのマスコミを意識したオーバーワークのために、中村紀がキャンプ期間中に右足を痛め、そのままシーズンに入ったことから、開幕から極度の不振に陥ってしまう。さらに開幕直後に左手首に死球を受け、それをかばっているうちに右手首も痛めるという悪循環になり、交流戦前半までは4番としてスタメン出場を続けていた中村紀も、不振と故障治療のために5月下旬からはスタメンを外れることが多くなった。
中村の不調を受けて清原が4番を打つものの、両足の故障が再発。その後欠場が目立つようになる。また5番を任されていた時のコンパクトなチームバッティングに強引さが見られるようになり、復帰した後も調子が上がらなかった。ガルシアやブランボーも不調で第3の外国人扱いであったジェイソン・グラボースキーと入れ替えたり、3人を同時にスタメンで起用したりもしたが、そのグラボースキーはガルシア・ブランボー以上に打てず、あまり効果はなかった（その後ガルシアが試合前に携帯電話のトラブルで強制送還）。谷も前年の不調から脱却できず、比較的調子のよかった北川も右肩関節唇損傷で8月に離脱するなど（守備の負担が少ない一塁手ということもあって2ヶ月ほど強行出場を続けていたが、同じ怪我をした濱中治や小久保裕紀は完治までに1年を要したほどの重傷である）、他の選手も軒並み不振や故障に見舞われた。その結果、交流戦に入る前には勝率5割をキープしていたチームも深刻な得点力不足に陥るようになり、対中日ドラゴンズ戦3試合連続完封負けを含む9連敗を喫するなど交流戦最下位に沈み、シーズン順位を下げていった。
8月中旬に中村紀と北川が相次いで治療専念のために1軍を外れ、すでに外国人もガルシアを除いて2軍に落ちたため得点力はさらに低下し、8月18日から8月20日にかけて東北楽天ゴールデンイーグルスにパ・リーグ球団では初めて3タテを喫し、最下位転落も現実味を帯びてしまう。故障者があまりに多かったことを考慮されて続投が既定路線であった中村勝広だったが、楽天戦3連敗を受けてオーナーの宮内義彦が「予想以上に弱い」と発言したことから、一気に去就問題が再燃した。
この時期はシーズン2桁本塁打を放った相川良太などが台頭し、5位の座は死守したものの、最も本塁打を打ったのは不振に終り解雇されたガルシアの13本、規定打席に達したのは清原や中村ではなく塩崎・村松であった。順位の下降とともに「ミックスモダン打線」の名前も耳にすることが少なくなり、最終的に中村勝広も不振の責任を取って1年で辞任。オリックスは2003年4月の石毛宏典の解任から数えて、3年半で5回目の監督交替になった。

## 布陣
| 打順 | 守備 | 選手               | 打席 | 打率 | 本塁打 | 打点 | 盗塁 | 出塁率 | 長打率 | OPS  | 備考           |
| ---- | ---- | ------------------ | ---- | ---- | ------ | ---- | ---- | ------ | ------ | ---- | -------------- |
| 1    | 二   | 塩崎真             | 右   | .278 | 9      | 31   | 1    | .347   | .388   | .734 | ＜焼きそば＞   |
| 2    | 中   | 村松有人           | 左   | .303 | 3      | 28   | 13   | .338   | .373   | .711 | ＜イカ＞       |
| 2    | 中   | 平野恵一           | 左   | .235 | 2      | 6    | 0    | .276   | .347   | .623 | ＜山芋＞       |
| 3    | 一   | 北川博敏           | 右   | .290 | 8      | 55   | 2    | .335   | .442   | .777 | ＜紅生姜＞     |
| 4    | 三   | 中村紀洋           | 右   | .232 | 12     | 45   | 0    | .292   | .409   | .701 | ＜マヨネーズ＞ |
| 5    | DH   | 清原和博           | 右   | .222 | 11     | 36   | 0    | .340   | .419   | .759 | ＜ソース＞     |
| 6    | 左   | 谷佳知             | 右   | .267 | 6      | 30   | 1    | .316   | .346   | .661 | ＜小麦粉＞     |
| 7    | 右   | カリーム・ガルシア | 左   | .249 | 13     | 37   | 0    | .302   | .412   | .713 | ＜豚肉＞       |
| 8    | 遊   | 後藤光尊           | 左   | .269 | 3      | 21   | 4    | .300   | .362   | .662 | ＜キャベツ＞   |
| 8    | 遊   | 阿部真宏           | 右   | .217 | 3      | 21   | 4    | .279   | .286   | .565 | ＜卵＞         |
| 9    | 捕   | 日高剛             | 左   | .240 | 1      | 29   | 3    | .311   | .286   | .597 | ＜鰹節＞       |

※＜＞内は例えられた材料名
清原・中村紀の2人がともにスタメンに名前を連ねたのは、136試合中わずか30試合であり、また昨年活躍したブランボー、ガルシアの両助っ人の同時スタメン出場は僅か19試合であった。また、上記メンバー以外だと、的山哲也、水口栄二、相川良太、大西宏明らがスタメンとして起用された。